# Остров Ньютона
О́стров Нью́тона — остров архипелага Земля Франца-Иосифа. Административно относится к Приморскому району Архангельской области России.
Назван Веньямином-Лейгом Смитом в честь британского зоолога и орнитолога Альфреда Ньютона.

## Расположение
Расположен в южной части архипелага в 12 километрах к югу от мыса Сесиль-Хармсуорт, южного мыса острова Гукера.

## Описание
Имеет вытянутую форму длиной около 2,5 километра. В центральной части находится небольшая, 21 метр, возвышенность, на севере острова — небольшое озеро. Территория свободна ото льда и покрыта каменистыми россыпями.